# Dlouhá Lhota (district de Blansko)
Pour les articles homonymes, voir Dlouhá Lhota.
Dlouhá Lhota (en allemand : Langlhotta) est une commune du district de Blansko, dans la région de Moravie-du-Sud, en République tchèque. Sa population s'élevait à 136 habitants en 2020.

## Géographie
Dlouhá Lhota se trouve à 13 km au nord-ouest de Blansko, à 27 km au nord-nord-ouest de Brno et à 166 km à l'est- sud-est de Prague.
La commune est limitée par Kunčina Ves et Žerůtky au nord, par Býkovice à l'est, par Brťov-Jeneč au sud et à l'ouest.

## Histoire
La première mention écrite du village date de 1255.